# Veinte de Julio (Bogotá)

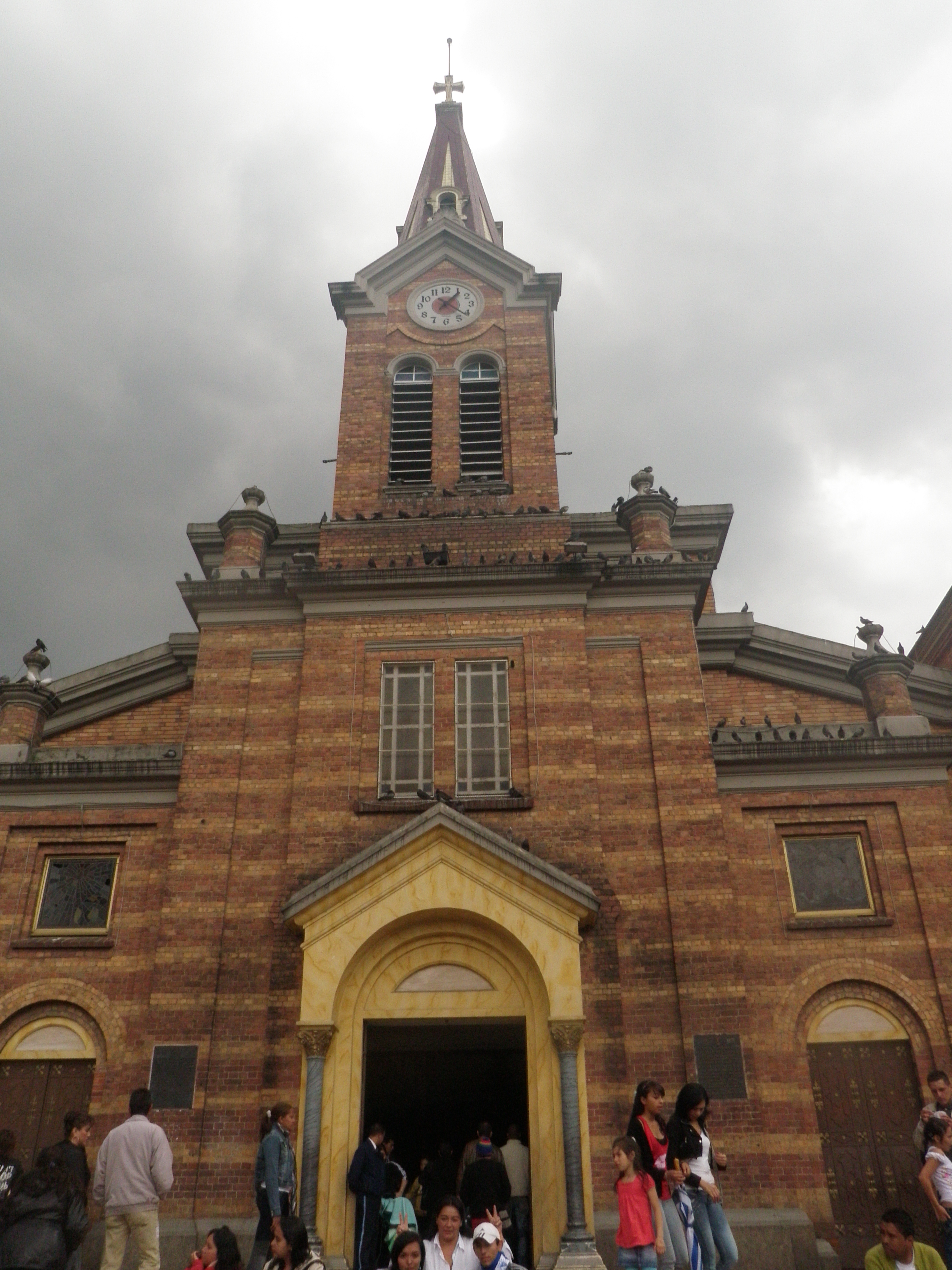
Parroquia Santuario del Niño Jesús, creada por el Sacerdote italiano Juan del Rizzo.

Veinte de Julio es uno de los barrios más importantes de Bogotá. Está localizada en la localidad de San Cristóbal.

## Barrios Vecinos
Al Norte
- Primero de Mayo
- Velódromo

Al Sur
- San Isidro y Serafina

Al Oriente
- Suramérica
- Granada Sur
- Urbanización Primero de Mayo: Destacada por su histórica propuesta de Desarrollo Integral desde 1.990 iniciando su construcción desde mayo de 1993 como edificaciones trifamiliares tramitadas como obra nueva (según resolución 1927 del Departamento Administrativo de Planeación Nacional). En abril de 1996 La Caja de Vivienda popular tuvo en aprietos a los nuevos propietarios por la escasez de agua potable y carencia de escrituracion entre algunos adjudicatarios;  (El espectador martes 18 de abril de 1995) , sin embargo gracias al empuje de la comunidad estos predios se han convertido en viviendas agradables y se ha aumentado la demanda por esta zona que se ha transformado en la siguiente etapa comercial del Barrio 20 de Julio. Sus casas se han cotizado y han logrado posesionarse como una de las mejores zonas comerciales del Granada Sur.

Al Occidente
- Sosiego Sur
- Country Sur

## Geografía
Pertenece al piedemonte de los Cerros Orientales, por lo que presenta inclinaciones muy bajas. Totalmente urbano y sin fuentes hídricas.

## Actividades socioeconómicas
Gran parte de este sector es comercial ya que es atraído por los mercados dominicales en los alrededores de la Parroquia Santuario del Niño Jesús y todo el tiempo, en las calles más importantes del barrio (Carreras octava, Décima y sexta, Avenida Primero de Mayo y la Calle 27 Sur), así como en torno al hipermercado Metro Cencosud.

## Historia
Fundada en 1929, a partir de 1937 se convierte en un sector populoso gracias a la construcción de la Parroquia del Divino Niño Jesús, realizada por el padre italiano Juan del Rizzo (1883-1957), por lo que su actividad comercial ha sido muy notoria. Por las obras de la fase III de TransMilenio se construyó el portal 20 de julio
.
Otro destacado sector comercial de la Localidad es el Barrio "Granada Sur" con su Urbanización Primero de Mayo destacando sus viviendas como terrenos importantes cerca de la primera de mayo.

## Accesos y Vías
- Carrera Décima (que está integrada al sistema TransMilenio desde 2012)
- Avenida Primero de Mayo
- Calle 27 sur
- Carrera octava

Todas gozan de servicio de buses que conectan con el norte, occidente y sur de Bogotá.

## Sitios Importantes
- Parroquia Santuario del Niño Jesús

- Educativa: Colegio Juan del Rizzo, Colegio 20 de julio I. E. D. y Colegio Diego Fallón-Alejandro Humbolt